# Regering-Wilmès I
De regering-Wilmès I was van 27 oktober 2019 tot en met 17 maart 2020 een ontslagnemende Belgische regering. Het was een coalitie tussen de MR/Open Vld (14 en 12 zetels) en de CD&V (12 zetels), onder leiding van Sophie Wilmès (MR) als premier, de eerste vrouwelijke eerste minister in de Belgische geschiedenis.
Deze regering was gedurende haar volledig bestaan ontslagnemend en behandelde enkel de lopende zaken na het vertrek de vorige premier Charles Michel (MR) en dus het ontslag van regering-Michel II. Ze werd op 17 maart 2020 opgevolgd door de regering-Wilmès II.

## Ontstaan
De regering-Wilmès I was feitelijk een voortzetting van de minderheidsregering-Michel II, die al sinds 21 december 2018 ontslagnemend was. Op 27 oktober 2019 nam Charles Michel (MR) ontslag als eerste minister om zich te kunnen voorbereiden op zijn werk als voorzitter van de Europese Raad waarmee hij vanaf 1 december 2019 zou beginnen. Zijn MR-partijgenoot Sophie Wilmès, tot dan toe minister van Begroting en Ambtenarenzaken, volgde hem op. Het was intussen al bekend dat MR-vicepremier Didier Reynders net als Michel de regering zou verlaten om Europees Commissaris te worden.
David Clarinval volgde Wilmès op als minister van Begroting. Voordien was Clarinval de fractieleider van zijn partij MR in de Kamer van volksvertegenwoordigers. Verder bestond de regering-Wilmès I bij aantreden uit dezelfde ministers als de vorige regering.

## Coronacrisis
In maart 2020 verspreidde het coronavirus SARS-CoV-2 zich in Europa en in België. Op 15 maart waren 886 Belgen besmet en 4 overleden. Op drie weken tijd verloor de BEL 20 30%. 12 maart was de slechtste beursdag ooit voor deze beurs. 
Om verdere verspreiding van het virus tegen te gaan, riep de regering het federaal rampenplan uit. De federale overheid neemt zo de regie over van de deelstaten en de provinciegouverneurs ter bestrijding van het virus. De regering-Wilmès besloot op 12 maart dat scholen, universiteiten, hogescholen, cafés, restaurants, discotheken, rusthuizen, pretparken en musea verplicht moeten sluiten tot ten minste 3 april. Op school wordt nog wel vrijblijvende opvang voorzien voor leerlingen maar gaan geen lessen meer door. Ook sportieve en culturele manifesten werden verboden. Voedingswinkels mogen open blijven maar niet-voedingswinkels moeten sluiten in het weekend. De ontslagnemende regering nam deze maatregelen in samenspraak met de regionale overheden en experten. Deze maatregelen werden positief onthaald door de oppositie.
Nadat eerder geprobeerd was een noodregering in stelling te brengen raakte zondag 15 maart bekend dat de regering in lopende zaken opnieuw een vertrouwensstemming zou voorleggen aan het parlement. Deze zou ook gesteund worden door Ecolo, Groen, sp.a, PS, cdH en Défi. Hierdoor zal de regering uit lopende zaken treden, en bekomt zij een ruime meerderheid in het parlement die nodig is om de nodige maatregelen te kunnen treffen in het kader van de coronacrisis. Om een stoelendans te vermijden zullen de andere partijen echter niet toetreden tot deze regering, waardoor het een minderheidsregering blijft. Op dinsdag 17 maart 2020 legden de ministers van de Regering-Wilmès II de eed af bij de koning.

## Samenstelling
De regering telde 13 ministers (12 + 1 eerste minister). De Franstalige liberalen van MR hadden zeven ministers (inclusief de premier), de Vlaamse liberalen van Open Vld en de Vlaamse christendemocraten van CD&V elk drie.
| Ambtsbekleder                                                                      | Ambtsbekleder                    | Ambtsbekleder                  | Functie en bevoegdheid | Termijn                            | Partij      |
| Kernkabinet                                                                        | Kernkabinet                      | Kernkabinet                    | Kernkabinet | Kernkabinet                        | Kernkabinet |
| ---------------------------------------------------------------------------------- | -------------------------------- | ------------------------------ | --- | ---------------------------------- | ----------- |
|                                                                                    |                                  | Sophie Wilmès (1975)           | Premier | 27 oktober 2019 - 17 maart 2020    | MR          |
| belast met Beliris en de Federale Culturele Instellingen                           | 30 november 2019 - 17 maart 2020 | Sophie Wilmès (1975)           | |                                    | MR          |
|                                                                                    |                                  | Didier Reynders (1958)         | Vicepremier Buitenlandse en Europese Zaken, en van Defensie, belast met Beliris en de Federale Culturele Instellingen                         | 27 oktober 2019 - 30 november 2019 | MR          |
|                                                                                    |                                  | Alexander De Croo (1975)       | Vicepremier Financiën en Ontwikkelingssamenwerking, belast met Bestrijding van de fiscale fraude                                              | 27 oktober 2019 - 17 maart 2020    | Open Vld    |
|                                                                                    |                                  | Koen Geens (1958)              | Vicepremier Justitie, belast met de Regie der gebouwen                                                                                        | 27 oktober 2019 - 17 maart 2020    | CD&V        |
| Europese Zaken                                                                     | 30 november 2019 - 17 maart 2020 | Koen Geens (1958)              | |                                    | CD&V        |
|                                                                                    |                                  | David Clarinval (1976)         | Vicepremier | 30 november 2019 - 17 maart 2020   | MR          |
| Begroting en Ambtenarenzaken, belast met de Nationale Loterij en Wetenschapsbeleid | 27 oktober 2019 - 17 maart 2020  | David Clarinval (1976)         | |                                    | MR          |
| Ministers                                                                          |                                  |                                | |                                    |             |
|                                                                                    |                                  | Philippe Goffin (1967)         | Buitenlandse Zaken en Defensie | 30 november 2019 - 17 maart 2020   | MR          |
|                                                                                    |                                  | Philippe De Backer (1978)      | Digitale Agenda, Telecommunicatie en Post, belast met Administratieve Vereenvoudiging, Bestrijding van de Sociale Fraude, Privacy en Noordzee | 27 oktober 2019 - 17 maart 2020    | Open Vld    |
|                                                                                    |                                  | Marie-Christine Marghem (1963) | Energie, Leefmilieu en Duurzame Ontwikkeling                                                                                                  | 27 oktober 2019 - 17 maart 2020    | MR          |
|                                                                                    |                                  | Denis Ducarme (1973)           | Middenstand, Zelfstandigen, KMO's, Landbouw, en Maatschappelijke Integratie, belast met Grote Steden                                          | 27 oktober 2019 - 17 maart 2020    | MR          |
|                                                                                    |                                  | François Bellot (1954)         | Mobiliteit, belast met Belgocontrol en NMBS                                                                                                   | 27 oktober 2019 - 17 maart 2020    | MR          |
|                                                                                    |                                  | Daniel Bacquelaine (1952)      | Pensioenen | 27 oktober 2019 - 17 maart 2020    | MR          |
|                                                                                    |                                  | Maggie De Block (1962)         | Sociale Zaken, Volksgezondheid en Asiel en Migratie                                                                                           | 27 oktober 2019 - 17 maart 2020    | Open Vld    |
|                                                                                    |                                  | Pieter De Crem (1962)          | Binnenlandse Zaken en Veiligheid, belast met Buitenlandse Handel                                                                              | 27 oktober 2019 - 17 maart 2020    | CD&V        |
|                                                                                    |                                  | Nathalie Muylle (1969)         | Werk, Economie en Consumenten, belast met Armoedebestrijding, Gelijke Kansen en Personen met een beperking                                    | 27 oktober 2019 - 17 maart 2020    | CD&V        |

### Herschikkingen
- Op 30 november 2019 nam Didier Reynders (MR) ontslag, hij begon de volgende dag als Europees Commissaris van Justitie. Bij de aanstelling van Wilmès als premier was al afgesproken dat hij (deels) zou worden opgevolgd door een andere MR-politicus. Reynders’ taken werden verdeeld:
  - als vicepremier werd hij door partijgenoot David Clarinval;
  - Philippe Goffin (MR) trad toe tot de regering en volgde Reynders op als minister van Buitenlandse Zaken en Defensie;
  - de bevoegdheid Europese Zaken werd overgenomen door minister van Justitie Koen Geens (CD&V);
  - de taken op het gebied van Beliris en de Federale Culturele Instellingen werden overgenomen door premier Sophie Wilmès.[5]